# Associazione Calcio Mantova 1980-1981
Questa voce raccoglie le informazioni riguardanti l'Associazione Calcio Mantova nelle competizioni ufficiali della stagione 1980-1981.

## Stagione
Nella stagione 1980-81 il Mantova ha disputato il girone A del campionato di calcio di Serie C1, con 38 punti in classifica ha ottenuto il quinto posto, il torneo è stato vinto dalla Reggiana e dalla Cremonese con 46 punti, entrambe sono state promosse in Serie B. In panchina viene chiamato Giovanni Mialich che decide di affidare la regia del gioco virgiliano ad un giovane prelevato in Serie D Marino Magrin che con il suo gioco razionale, confeziona a getto continuo palloni d'oro per la punta Sauro Frutti che non a caso ottiene in questa stagione il suo record personale di realizzazioni con 17 centri.

## Rosa
| N. |                   | Ruolo | Calciatore       |
| -- | ----------------- | ----- | ---------------- |
|    | Italia (bandiera) | C     | Luigi Azzi       |
|    | Italia (bandiera) | D     | Piero Bianco     |
|    | Italia (bandiera) | C     | Mario Bortolazzi |
|    | Italia (bandiera) | P     | Nadir Brocchi    |
|    | Italia (bandiera) | C     | Renato Calliman  |
|    | Italia (bandiera) | A     | Carlo Cappotti   |
|    | Italia (bandiera) | D     | Guido Corradi    |
|    | Italia (bandiera) | D     | Ilario Cozzi     |
|    | Italia (bandiera) | D     | Sergio Facchi    |
|    | Italia (bandiera) | D     | Franco Falcetta  |
|    | Italia (bandiera) | C     | Giuseppe Fontana |

| N. |                   | Ruolo | Calciatore       |
| -- | ----------------- | ----- | ---------------- |
|    | Italia (bandiera) | A     | Sauro Frutti     |
|    | Italia (bandiera) | D     | Eugenio Gamba    |
|    | Italia (bandiera) | P     | Sergio Girardi   |
|    | Italia (bandiera) | C     | Marino Magrin    |
|    | Italia (bandiera) | C     | Giuseppe Manarin |
|    | Italia (bandiera) | A     | Marino Palese    |
|    | Italia (bandiera) | C     | Franco Panizza   |
|    | Italia (bandiera) | A     | Tiziano Panozzo  |
|    | Italia (bandiera) | A     | Santino Pozzi    |
|    | Italia (bandiera) | D     | Oreste Santin    |

## Risultati

### Serie C1

#### Girone di andata
| Mantova 28 settembre 1980 1ª giornata | Mantova           | 0 – 0 | Sant'Angelo | Stadio Danilo Martelli\| Arbitro: \| Tuveri (Cagliari) \| |
| Arbitro:                              | Tuveri (Cagliari) |       |             |                                                           |

| Arbitro: | Palmieri (Bolzano) |

|                                      |           |  |
| Beccaria 3’ Conforto 7’ Cozzella 77’ | Marcatori |  |

| Arbitro: | Luci (Firenze) |

|            |           |  |
| Santin 33’ | Marcatori |  |

| Arbitro: | Lorenzetti (Macerata) |

|              |           |            |
| Brunazzi 13’ | Marcatori | 11’ Frutti |

| Arbitro: | Rufo (Roma) |

|                      |           |            |
| Frutti 29’ Pozzi 48’ | Marcatori | 78’ Cesati |

| Piacenza 2 novembre 1980 6ª giornata | Piacenza      | 0 – 0 | Mantova | Stadio Galleana\| Arbitro: \| Testa (Prato) \| |
| Arbitro:                             | Testa (Prato) |       |         |                                                |

| Reggio Emilia 9 novembre 1980 7ª giornata | Reggiana           | 0 – 0 | Mantova | Stadio Mirabello\| Arbitro: \| De Marchi (Novara) \| |
| Arbitro:                                  | De Marchi (Novara) |       |         |                                                      |

| Arbitro: | Falsetti (Roma) |

|                         |           |              |
| Cappotti 28’ Frutti 89’ | Marcatori | 59’ Simonato |

| Arbitro: | V. Damiani (Ascoli Piceno) |

|               |           |            |
| Luterotti 29’ | Marcatori | 70’ Santin |

| Arbitro: | Coppetelli (Tivoli) |

|                                          |           |                  |
| Frutti 8’, 15’, 69’ Santin 62’ Pozzi 68’ | Marcatori | 66’, 76’ Barbuti |

| Arbitro: | Pezzella (Frattamaggiore) |

|                   |           |  |
| Santin 48’ (aut.) | Marcatori |  |

| Mantova 14 dicembre 1980 12ª giornata | Mantova        | 0 – 0 | Cremonese | Stadio Danilo Martelli\| Arbitro: \| Leni (Perugia) \| |
| Arbitro:                              | Leni (Perugia) |       |           |                                                        |

| Arbitro: | Baldi (Roma) |

|            |           |             |
| Frutti 41’ | Marcatori | 35’ Corallo |

| Arbitro: | Corigliano (Crotone) |

|                  |           |  |
| Soldà 82’ (rig.) | Marcatori |  |

| Arbitro: | Laricchia (Bari) |

|            |           |  |
| Bracchi 9’ | Marcatori |  |

| Arbitro: | Tuveri (Cagliari) |

|            |           |  |
| Frutti 88’ | Marcatori |  |

| Arbitro: | Lamorgese (Potenza) |

|  |           |             |
|  | Marcatori | 14’ Panizza |

#### Girone di ritorno
| Arbitro: | Rinaldi (Caserta) |

|                             |           |            |
| Peroncini 44’ Quartieri 55’ | Marcatori | 43’ Magrin |

| Arbitro: | Esposito (Torre del Greco) |

|                                 |           |                          |
| Frutti 21’, 43’ Frutti 82’, 90’ | Marcatori | 4’ Cozzella 57’ Conforto |

| Arbitro: | Vallesi (Pisa) |

|                          |           |            |
| Cazzola 1’ Allegrini 84’ | Marcatori | 74’ Frutti |

| Arbitro: | Scevola (Milano) |

|                |           |  |
| 8’, 73’ Frutti | Marcatori |  |

| Arbitro: | Bruschini (Firenze) |

|  |           |             |
|  | Marcatori | 90’ Fontana |

| Arbitro: | Pampana (Pisa) |

|                            |           |  |
| Pozzi 7’ Frutti 52’ (rig.) | Marcatori |  |

| Arbitro: | Lamorgese (Potenza) |

|            |           |                       |
| Facchi 19’ | Marcatori | 30’ Sola 44’ Bruzzone |

| Empoli 29 marzo 1981 25ª giornata | Empoli               | 0 – 0 | Mantova | Stadio Carlo Castellani\| Arbitro: \| Corigliano (Crotone) \| |
| Arbitro:                          | Corigliano (Crotone) |       |         |                                                               |

| Mantova 5 aprile 1981 26ª giornata | Mantova      | 0 – 0 | Trento | Stadio Danilo Martelli\| Arbitro: \| Bin (Torino) \| |
| Arbitro:                           | Bin (Torino) |       |        |                                                      |

| Arbitro: | V. Damiani (Ascoli Piceno) |

|  |           |                               |
|  | Marcatori | 8’ Palese 69’ Azzi 90’ Frutti |

| Mantova 26 aprile 1981 28ª giornata | Mantova        | 0 – 0 | Sanremese | Stadio Danilo Martelli\| Arbitro: \| Luci (Firenze) \| |
| Arbitro:                            | Luci (Firenze) |       |           |                                                        |

| Arbitro: | Testa (Prato) |

|                |           |  |
| Paolinelli 87’ | Marcatori |  |

| Modena 10 maggio 1981 30ª giornata | Modena              | 0 – 0 | Mantova | Stadio Alberto Braglia\| Arbitro: \| Bruschini (Firenze) \| |
| Arbitro:                           | Bruschini (Firenze) |       |         |                                                             |

| Arbitro: | Pampana (Pisa) |

|                                   |           |  |
| Frutti 30’ Pozzi 55’ Calliman 84’ | Marcatori |  |

| Mantova 24 maggio 1981 32ª giornata | Mantova             | 0 – 0 | Casale | Stadio Danilo Martelli\| Arbitro: \| Cerquoni (Macerata) \| |
| Arbitro:                            | Cerquoni (Macerata) |       |        |                                                             |

| Arbitro: | Luci (Firenze) |

|                  |           |  |
| Magnocavallo 82’ | Marcatori |  |

| Arbitro: | Palmieri (Bolzano) |

|                         |           |  |
| Frutti 17’ Cappotti 27’ | Marcatori |  |